# Leave No Trace (film)
Leave No Trace is een Amerikaanse film uit 2018, geregisseerd door Debra Granik en gebaseerd op de roman My Abandonment van Peter Rock.

## Verhaal
Will en zijn tienerdochter leven al jarenlang onopgemerkt door de autoriteiten verborgen in een uitgestrekt natuurgebied in Portland (Oregon). Door een toeval worden ze ontdekt en ondergebracht door de sociale diensten. Vader en dochter moeten opnieuw op zoek naar een nieuwe thuis.

## Rolverdeling
| Acteur            | Personage   |
| ----------------- | ----------- |
| Ben Foster        | Will        |
| Thomasin McKenzie | Tom         |
| Jeff Kober        | Mr. Walters |
| Dale Dickey       | Dale        |

## Productie
In februari 2017 werd aangekondigd dat Debra Granik de roman My Abandonment van Peter Rock zal verfilmen met Ben Foster en Thomasin McKenzie in de hoofdrollen. De productie ging van start in april 2017 in Portland, Oregon.
Leave No Trace ging op 20 januari 2018 in première op het Sundance Film Festival.